# NGC 4319
NGC 4319 (NGC 4345) je prečkasta spiralna galaktika u zviježđu Zmaju. Naknadno je utvrđeno da je NGC 4345 ista galaktika.

## Vanjske poveznice
- (eng.) SEDS: NGC 4319
- (eng.) Revidirani Novi opći katalog
- (eng.) Izvangalaktička baza podataka NASA-e i IPAC-a
- (eng.) Astronomska baza podataka SIMBAD
- (eng.) VizieR